# Astragalus dielsii
Astragalus dielsii är en ärtväxtart som beskrevs av James Francis Macbride. Astragalus dielsii ingår i släktet vedlar, och familjen ärtväxter. Inga underarter finns listade i Catalogue of Life.